# Sergej Katanandov

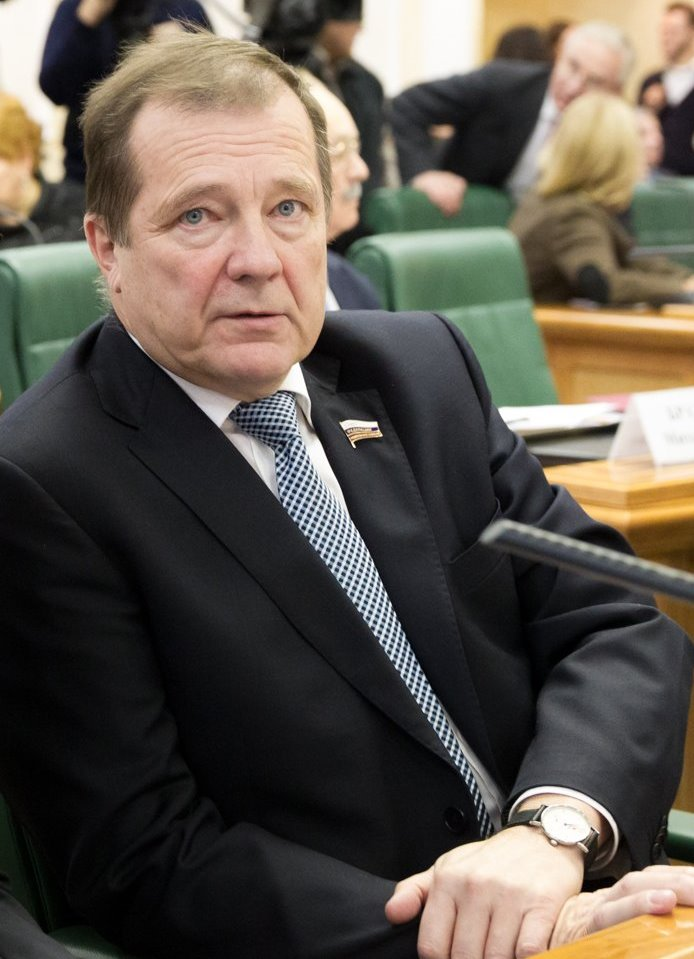
Sergej Katanandov (2014).

Sergej Leonidovitj Katanandov (på ryska Сергей Леонидович Катанандов), född 21 april 1955 i Petrozavodsk, är Karelska republikens president. Han är gift med Natalja Leonidovna och de har två barn, Aleksandr och Denis. 
Katanandov har examina i väg- och vattenbyggnad från Petrozavodsks universitet 1977, i offentlig förvaltning 1994 och juridik 1996. Han var borgmästare i Petrozavodsk under åren 1990–1998, och blev premiärminister i Karelska republiken 1998, sedan maj 2002 dess president.